# Torneo de Moscú 2012
El Kremlin Cup 2012 es un torneo de tenis que pertenece tanto a la ATP en la categoría de ATP World Tour 250 como a la WTA en la categoría Premier. Los eventos femeninos y los eventos masculinos se llevarán a cabo en el Estadio Olímpico de Moscú, Rusia, del 15 de octubre al 21 de octubre de 2012 sobre canchas duras bajo techo.

## Cabezas de serie

### Individual masculino
| Tenista             | Ranking | No. |
| Alexandr Dolgopolov | 20      | 1   |
| Andreas Seppi       | 26      | 2   |
| Viktor Troicki      | 32      | 3   |
| Thomaz Bellucci     | 39      | 4   |
| Nikolai Davydenko   | 42      | 5   |
| Denis Istomin       | 44      | 6   |
| Carlos Berlocq      | 49      | 7   |
| Tatsuma Ito         | 65      | 8   |

- Los cabezas de serie están basados en el ranking ATP del 8 de octubre de 2012.

### Individual femenina
| Tenista            | Ranking | No.  |
| Samantha Stosur    | 9       | 1    |
| Marion Bartoli     | 10      | 2    |
| Caroline Wozniacki | 11      | 3/WC |
| Ana Ivanovic       | 12      | 4    |
| Dominika Cibulkova | 13      | 5    |
| Nadia Petrova      | 14      | 6    |
| María Kirilenko    | 16      | 7    |
| Lucie Safarova     | 18      | 8    |

- Los cabezas de serie están basados en el ranking WTA del 8 de octubre de 2012.

## Campeones

### Individuales masculino
- Andreas Seppi venció a  Thomaz Bellucci por 3-6 7-6(3) 6-3

### Individuales femenino
- Caroline Wozniacki vs.  Samantha Stosur por 6-2 4-6 7-5

### Dobles masculino
- Frantisek Cermak /  Michal Mertinak vencieron a  Simone Bolelli /  Daniele Bracciali por 7-5, 6-3.

### Dobles femenino
- María Kirilenko /  Nadia Petrova vencieron a  Yekaterina Makarova  /  Yelena Vesnina por 7-5 6-4